# دوشیزه‌ماهی گالاپاگوس
دوشیزه‌ماهی گالاپاگوس (نام علمی: Azurina eupalama) نام یک گونه از تیره شقایق‌ماهیان است.